# Меглицкий, Николай Гаврилович
Николай Гаврилович Меглицкий (1825, Вена, Австрия — 1857, Веймар, Германия) — горный инженер, геолог, один из первых специалистов в области геологического картографирования территории Южного Урала. Член-сотрудник РГО и действительный член Минералогического общества.

## Биография
Родился в Вене 25 сентября 1825 года[по какому календарю?]. После окончания в 1846 году Института корпуса горных инженеров был зачислен в штат Забайкальской геологической экспедиции поручиком (горным инженером) Нерчинского горного округа.
Проводил исследования в бассейне р. Шилки (1848); в 1850 году изучал геологическое строение Верхоянского хребта и разработал первые схемы его стратиграфии и магматизма («Геогностический очерк Верхоянского хребта и описание месторождений серебристо-свинцовых руд на реке Эндыбале» // Горный журнал. — 1851. — Ч. 2. Кн. 5). В 1851 году проводил исследование района Шантарских островов и побережья Охотского моря. В 1852 году описал геологическое строение бассейна рек Иркут и Ангара и историю образования озера Байкал. Всей совокупности хребтов Забайкалья дал название Яблонового хребта. Вместе с топографом Карликовым составил орографическую карту Восточной Сибири.
В 1854—1855 гг. вчине штабс-капитана руководил экспедицией на Южный Урал. Совместно с А. И. Антиповым впервые охарактеризовал основные черты геологического строения Южного Урала, выделил нижнесилурийские отложения (ордовика и силура), считавшиеся Р. И. Мурчисоном раннедевонскими. Впервые были применены палеонтологический и структурный методы геологического картографирования на Урале; выявлены факты кливажа горных пород, фациального замещения карбонатных пород песчано-глинистыми отложениями в бассейне реки Сакмары; получены сведения о магматизме и тектонике этой территории. Был определён верхний возрастной предел складчатости на Урале (граница палеозоя и мезозоя); были даны рекомендации по поискам каменных углей. Результаты исследований был изложены в монографии «Геогностическое описание южной части Уральского хребта, исследованной в течение 1854 и 1855 годов» (СПб., 1858), которая в 1859 году была удостоена Демидовской премией, а Меглицкий досрочно получил звание капитана Корпуса горных инженеров.
Умер в Веймаре (Германия) 11 сентября 1857 года[по какому календарю?].